# جبل لا بيروس
جبل لا بيروس هو قمة جبلية يبلغ ارتفاعها 10728 قدم (3270 متر) تقع في سلسلة جبال فيرويذر في جبال سينت إلياس، في جنوب شرق ألاسكا بالولايات المتحدة. تقع القمة في خليج ومحمية غليسر الوطنية، على بعد 4 ميل (6 كم) جنوب شرق جبل داجيليت، و7.6 ميل (12 كم) جنوب شرق جبل كريلون وهو أقرب أعلى قمة، و28.6 ميل (46 كم) جنوب شرق جبل فيرويذر، وهي أعلى قمة في سلسلة جبال فيرويذر. تعتبر التضاريس الطبوغرافية مهمة حيث يرتفع الجبل من مياه المد في أقل من تسعة أميال. تم تسمية الجبل في عام 1874 من قبل ويليام هيلي دال من هيئة المسح الجيولوجي الأمريكية، نسبة إلى جان فرانسوا دو لابيروز، كونت دي لا بيروس (1741–1788)، وهو ملاح فرنسي اكتشف هذه المنطقة الساحلية في عام 1786. تم أول صعود للقمة في عام 1953 من قبل فريق هيئة المسح الجيولوجي الأمريكية المكون من جيمس سيتز، وكارل ستوفر، ورولاند تابور، ورولاند ريد، وبول بوين. في 16 فبراير 2014، حدث انهيار أرضي هائل بلغ وزنه 68 مليون طن من جوانب جبل لا بيروس وتدفق على بعد حوالي 4.6 ميل (7.4 كم) من مكان نشأته. توفر الأشهر من مايو إلى يونيو الطقس الأكثر ملائمة للتسلق والمشاهدة.

## المناخ
استنادًا إلى تصنيف كوبن للمناخ، يتمتع جبل لا بيروس بمناخ شبه قطبي مع شتاء بارد ومثلج وصيف معتدل. يمكن أن تنخفض درجات الحرارة إلى أقل من -20 درجة مئوية مع عوامل تبريد الرياح أقل من -30 درجة مئوية. يدعم هذا المناخ الأنهار الجليدية المعلقة على منحدراته، بالإضافة إلى نهر برادي الجليدي الهائل من الشرق، ونهر فنجر الجليدي من الجنوب، ونهر لا بيروس الجليدي من الشمال والغرب. تصب مياه الأمطار والمياه الذائبة من الأنهار الجليدية في خليج ألاسكا.

## صور

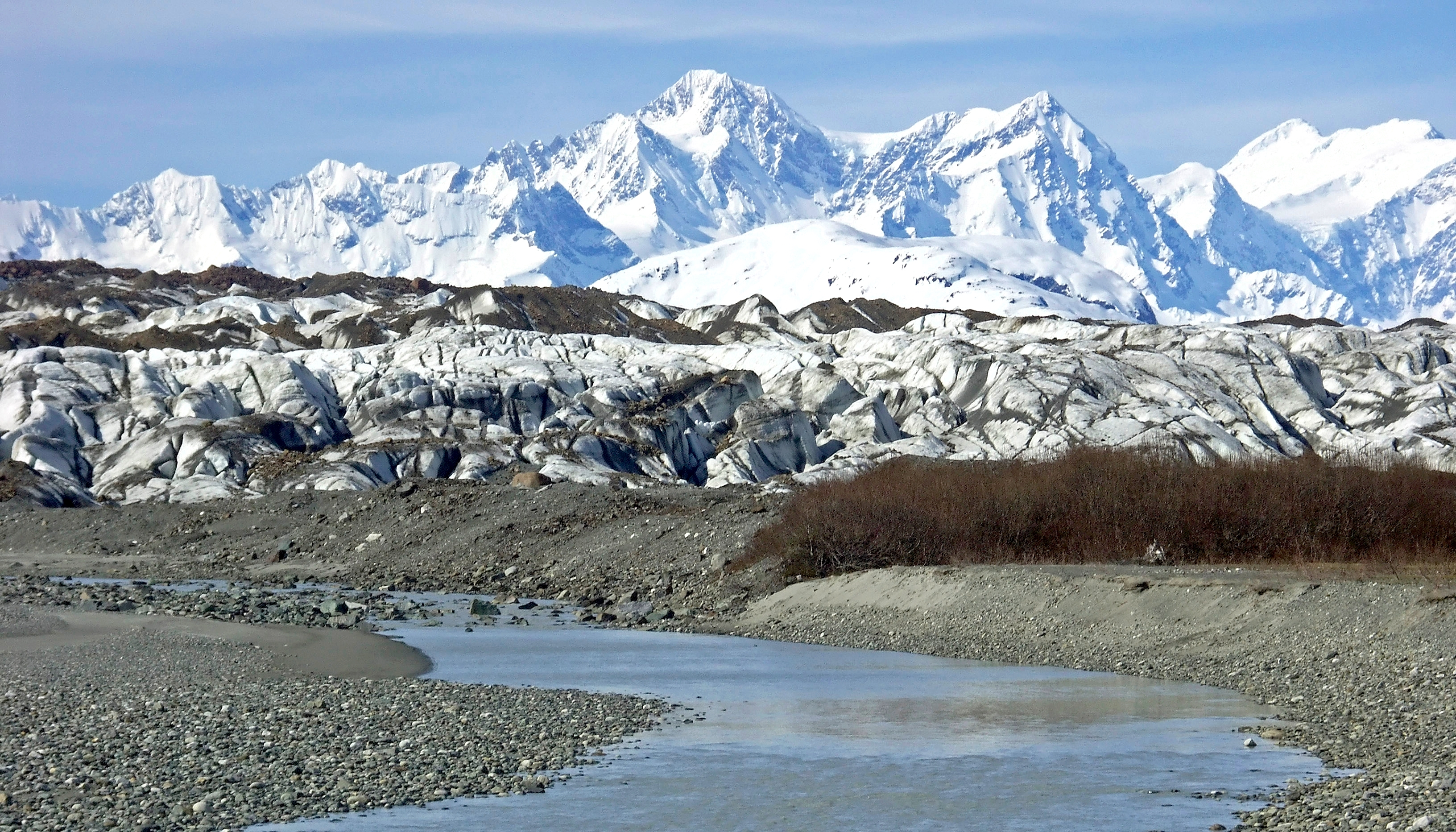
نهر برادي الجليدي
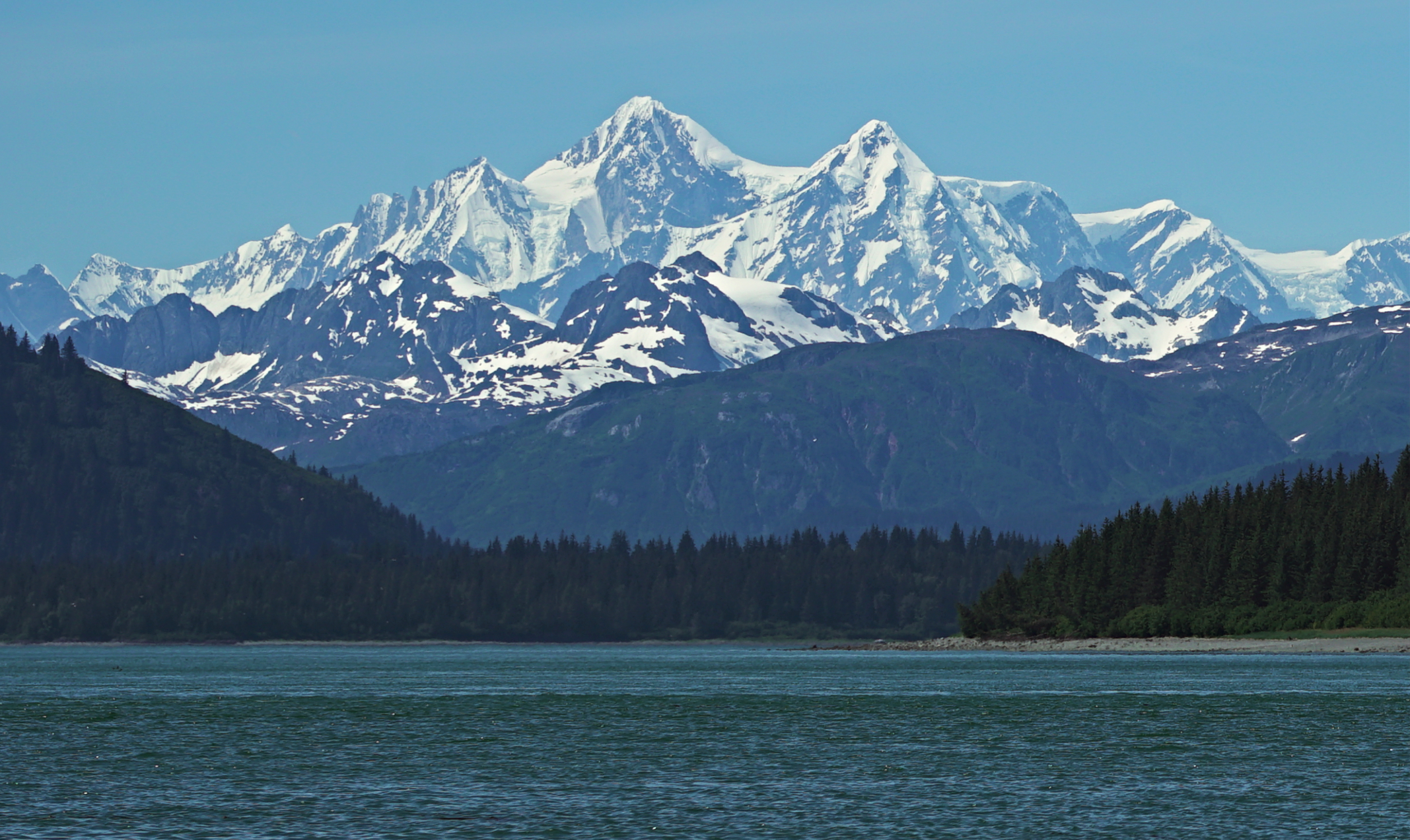
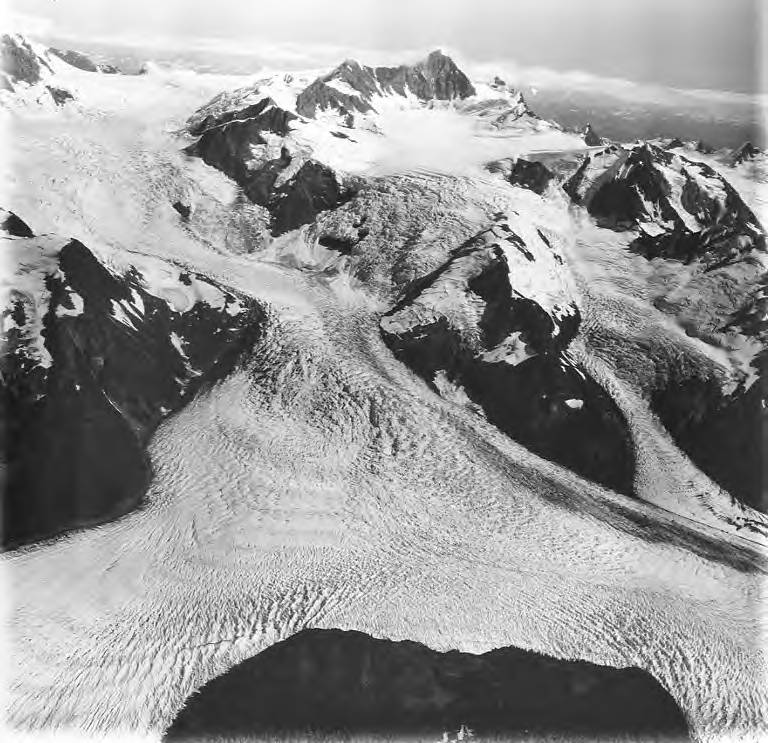
جبل لا بيروس
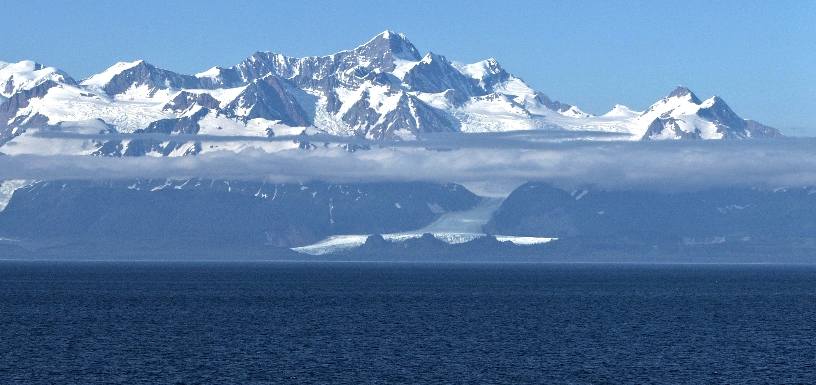
جبل لا بيروس مع نهر فينغر الجليدي، من الجنوب الغربي
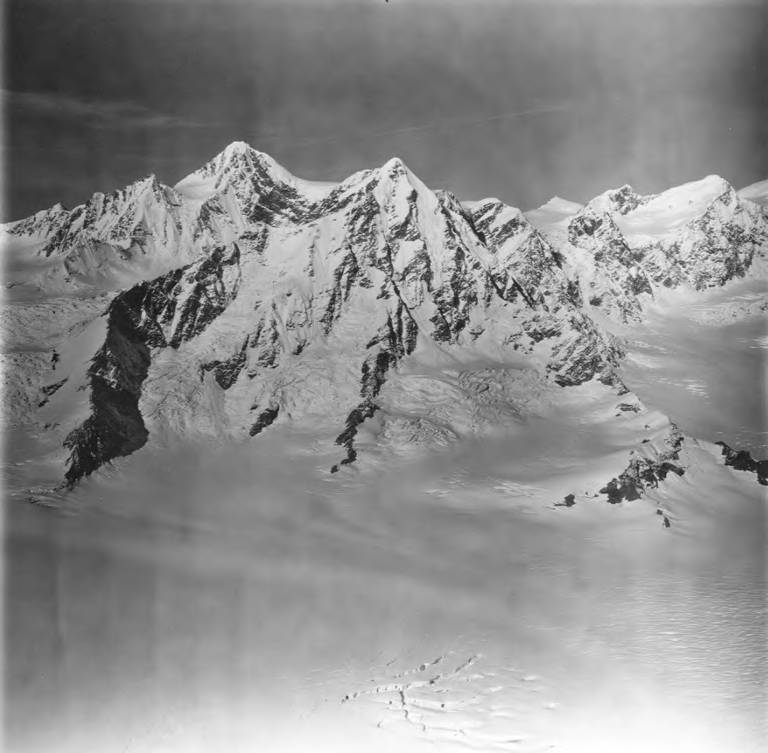
جبل لا بيروس ونهر برادي الجليدي عام 1973

## روابط خارجية
- Weather forecast: Mount La Perouse
- Account of first ascent: American Alpine Club
- Aerial photo: Flickr
- Flickr aerial photo: Finger Glacier and Mt. La Perouse
- Flickr photo: 2014 landslide
- Mount La Perouse pronunciation